# Albstadt-Bitz
Das Gebiet Albstadt-Bitz ist ein vom Landratsamt Zollernalbkreis am 7. September 1983 durch Verordnung ausgewiesenes Landschaftsschutzgebiet auf dem Gebiet der Stadt Albstadt und der Gemeinde Bitz im Zollernalbkreis.

## Lage
Das Landschaftsschutzgebiet Albstadt-Bitz umfasst nahezu die gesamten Gemeindeflächen von Albstadt und Bitz abzüglich der Ortslagen und der Naturschutzgebiete. Es ist damit das viertgrößte Landschaftsschutzgebiet in Baden-Württemberg. Die höchste Erhebung befindet sich im Albstädter Ortsteil Tailfingen auf 975 m ü. NN, der niedrigste Punkt bei 590 m ü. NN an der Eyach. Das Gebiet gehört größtenteils zum Naturraum Hohe Schwabenalb.

## Schutzzweck
Der wesentliche Schutzzweck ist laut Schutzgebietsverordnung „dem Verdichtungsraum Albstadt-Bitz durch Bewahrung der Vielfalt, Eigenart und Schönheit von Natur und Landschaft den hohen Erholungswert zu erhalten und zu steigern, sowie die Leistungsfähigkeit eines ausgewogenen Naturhaushaltes und die Nutzungsfähigkeit der Naturgüter zu gewährleisten.“

## Landschaftscharakter
Bei dem Gebiet handelt es sich um einen repräsentativen Ausschnitt der Hohen Schwabenalb. Große Teile des Gebiets, insbesondere die Hanglagen und Kuppen, sind bewaldet, die Senken und Tallagen sind offen und werden von Magerwiesen, Wacholderheiden, Magerrasen, Streuobstwiesen und in geringerem Umfang auch von Äckern geprägt.

## Geschichte
Bereits vor der Ausweisung des Landschaftsschutzgebiets Albstadt-Bitz standen zahlreiche Flächen in diesem Bereich unter Landschaftsschutz. Die älteste Landschaftsschutz-Verordnung bezog sich auf Landschaftsteile auf der Gemarkung Onstmettingen und wurde im Jahr 1936 verabschiedet.
Seit der Ausweisung wurde das Landschaftsschutzgebiet mehrfach verkleinert. Grund dafür waren die Ausweisungen mehrerer Naturschutzgebiete, was zu einer Verkleinerung um insgesamt 127 Hektar führte. Zudem wurden im Jahr 2005 einige zu diesem Zeitpunkt geplante Baugebiete aus dem Landschaftsschutzgebiet herausgenommen.

## Zusammenhängende Schutzgebiete
In das Landschaftsschutzgebiet sind mehrere Naturschutzgebiete eingebettet. Das FFH-Gebiet Gebiete um Albstadt liegt zu einem großen Teil mit dem Landschaftsschutzgebiet. Einige Teilbereiche des Landschaftsschutzgebietes gehören zum Vogelschutzgebiet Südwestalb und Oberes Donautal.
Das Landschaftsschutzgebiet Albstadt-Bitz grenzt unmittelbar an die Landschaftsschutzgebiete Oberes Starzeltal und Zollerberg, Hundsrücken und Großer Heuberg an.